# В9КУ
В9КУ (В дев'ятку) — всеукраїнський аматорський чемпіонат з футболу 5х5. Проходить у 8 містах України.

## Історія
Перший турнір відбувся в листопаді 2014 року, що мав 11 команд.

## Правила
Турнір проводиться за правилами FIFA. Кожний охочий може заявити свою команду.